# Buffalokever
De buffalokever (Alphitobius laevigatus) is een kever uit de familie zwartlijven (Tenebrionidae). De larve is bekender dan de kever en heet buffaloworm.
De buffalokever lijkt op de meeltor (Tenebrio molitor) qua vorm en gedrag, maar blijft kleiner. Hij is van boven glanzend zwart, van onder roodachtig bruin en de antennes en poten zijn bruinachtig. Het oppervlak van de thorax heeft veel ruwe puntjes.
De larven worden als levend voer gekweekt voor in gevangenschap gehouden geleedpotigen als vogelspinnen, schorpioenen en bidsprinkhanen. Ook aan insectenetende vogels, verschillende reptielen en amfibieën en sommige vissen kan de worm worden aangeboden.
De buffaloworm geeft warmte af en maakt een ritselend geluid. Hij is veel-eter en veelvraat en wordt vaak gevoederd met oud brood, aardappel, wortel of appel. Beste bewaartemperatuur is tussen 10 en 15°C. Zo gaat hij langzamer verpoppen. Buffalowormen dienen luchtig en koel te worden gehouden, zo niet treedt massale sterfte op.

## Synoniemen (oude wetenschappelijke namen)

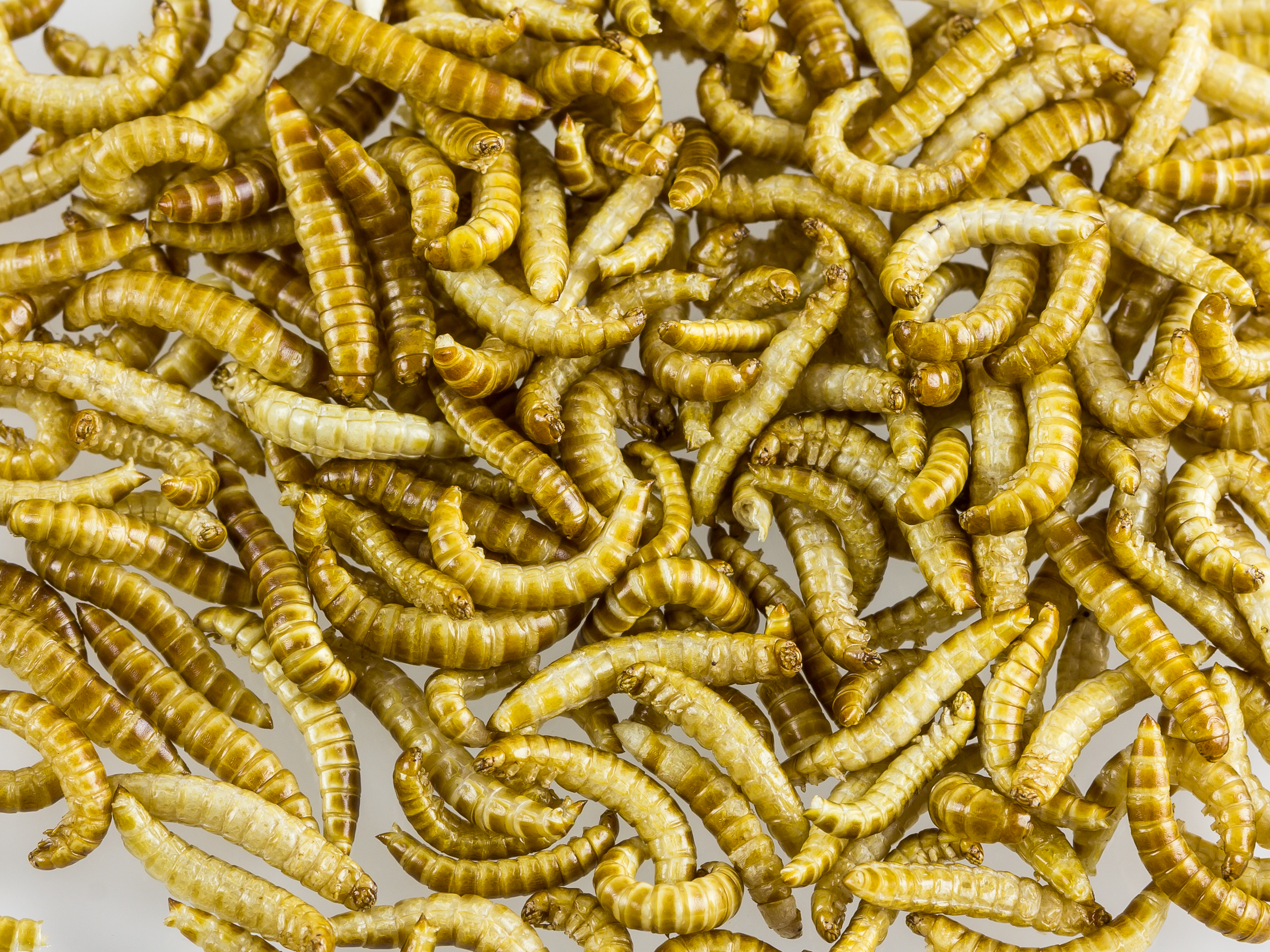
Larven (buffalowormen).

- Fabricius: Alphitobius laevigatus
- Olivier: Alphitobius piceus
- Panzer: Alphitobius picipes

## Andere namen
- nl: buffalokever
- en: black fungus beetle
- fr: ténébrion des champignons / petit ténébrion, mat
- de: Stumpfschwarzer Getreideschimmelkäfer
- sp: carcoma negra mate de los hongos